# Alan Shearer
Alan Shearer, CBE, född 13 augusti 1970 i Gosforth, Tyne and Wear, är en engelsk före detta fotbollsspelare. Shearer, som tidigare spelat i Blackburn Rovers där han gjorde ofattbara 112 Premier League-mål på 138 ligamatcher, köptes 1996 av Newcastle United för 15 miljoner pund, vid den tidpunkten världens dyraste spelare. Den 4 februari 2006 slog han Jackie Milburns 49 år gamla målrekord, när han gjorde sitt 201:a mål för Newcastle.
Vid sin debut i Newcastle United gjorde han mål den 17 augusti 1996 mot Everton FC.
Han har gjort 30 mål under 63 landskamper för England. Shearer vann också skytteligan med fem gjorda mål under fotbolls-EM 1996 på hemmaplan i England.
Trots åtskilliga skador genom karriären har han lyckats slå många målrekord i Premier League.
Erkänd som en av Englands bästa fotbollsspelare genom tiderna.
Efter proffskarriären jobbade han som sportambassadör för Newcastle och som fotbollsexpert för BBC.

## Meriter
- FA Premier League: Vinnare: 1994-95, Tvåa: 1993-94 och 1996-97
- FA-cupen: Tvåa: 1998 och 1999
- Intertoto cup: Tvåa: 2001
- Invald i English Football Hall of Fame 2004
- Flest mål i europeiska cuper för Newcastle United: 30
- Flest mål totalt för Newcastle United: 206
- Skyttekung i klubblaget: 1994-95, 1995-96, 1996-97, 1998-99, 1999-00, 2000-01, 2002-03, 2003-04, 2004-05, 2005-06
- Flest nickmål i Premier League genom tiderna (tillsammans med Peter Crouch)[4]
- Med på FIFA 100-listan som de bästa nu levande fotbollsspelarna.
- VM i fotboll: 1998
  - Åttondelsfinal 1998
- EM i fotboll: 1992, 1996, 2000
  - EM-semifinal 1996

## Utmärkelser
- Officer av Brittiska imperieorden,  2001
- Kommendör av 2 klass av Brittiska imperieorden,  2016

[Redigera Wikidata]